# تشارلز ر. ميلر
تشارلز ر. ميلر (بالإنجليزية: Charles R. Miller)‏ هو محامي وسياسي أمريكي، ولد في 30 سبتمبر 1857 في الولايات المتحدة، وتوفي في 18 سبتمبر 1927 في الولايات المتحدة. حزبياً، نشط في الحزب الجمهوري. وقد انتخب عضو مجلس ولاية ديلاوير وانتخب حاكم ولاية ديلاوير ‏ (21 يناير 1913 – 16 يناير 1917).